# 17889 Liechty
17889 Liechty è un asteroide della fascia principale. Scoperto nel 1999, presenta un'orbita caratterizzata da un semiasse maggiore pari a 2,4063437 UA e da un'eccentricità di 0,1069705, inclinata di 4,64872° rispetto all'eclittica.